# Pierrick Rakotoharizoa
Pierrick Rakotoharisoa (Sainte-Adresse, Francia, 4 de junio de 1991) es un futbolista francés de ascendencia malgache.
Ha sido internacional con la Selección de fútbol de Francia Sub-20.

## Clubes
| Club        | País    | Año       |
| ----------- | ------- | --------- |
| Le Havre AC | Francia | 2013-2015 |